# Cà de' Staoli
Cà de' Staoli è una frazione del comune cremonese di Pieve d'Olmi posta a nord del centro abitato.

## Storia
La località era un piccolo villaggio agricolo di antica origine del Contado di Cremona con 180 abitanti a metà Settecento.
In età napoleonica, dal 1810 al 1816, Cá de' Staoli fu già frazione di Pieve d'Olmi, recuperando però l'autonomia con la costituzione del Regno Lombardo-Veneto.
All'unità d'Italia nel 1861, il comune contava 310 abitanti.
Nel 1867 il comune di Cà de' Staoli venne definitivamente annesso dal comune di Pieve d'Olmi.